# Nahanni
La Nahanni est un affluent de la rivière Liard et un sous-affluent du Mackenzie, coulant au Canada, dans les Territoires du Nord-Ouest.

## Étymologie
Selon Roger Frison-Roche et Pierre Tairraz, Nahanni est un mot indien signifiant « vallée sans homme ».

## Géographie
La Nahanni est une rivière de 563 kilomètres de longueur, tributaire du Liard, lui-même affluent du Mackenzie. Elle coule entièrement dans les Territoires du Nord-Ouest, prenant sa source dans les Montagnes Rocheuses et se jetant dans le Liard à leur sortie.

### Source
La Nahanni prend sa source vers 1600 mètres d'altitude, sur le versant occidental du Mont Christie.

### Principaux affluents
| Affluents de rive gauche | Affluents de rive droite |
| ------------------------ | ------------------------ |
| Lac Island               | Moose Ponds              |
| Broken Skull             | Petite Rivière Nahanni   |
| Hell Roaring Creek       | Bologna Creek            |
| Flood Creek              | Brintnell Creek          |
| Fishtrap Creek           | Rabbitkettle             |
| Overflow Creek           | Marengo Creek            |
| Bluefish Creek           | Flat                     |
|                          | Jackfish                 |
|                          | Mattson Creek            |
|                          | Beaver Water Creek       |

#### Hydrologie
La rivière Flat est le principal affluent de la Nahanni, à la fois par l'abondance et la rapidité. Il se caractérise par une assez forte pente, de 2,28 ‰. Le second affluent important de la Nahanni est le Rabbitkettle.
Le régime moyen du fleuve se caractérise par un étiage très bas de janvier à avril, suivi d'une crue très importante de mai à septembre, correspondant aux fontes des neiges, et au maximum de laquelle le débit minimal moyen est multiplié par vingt.
Les débits extrêmes relevés à Clausen Creek sont 44 m3/s le 26 février 1973 et 4 750 m3/s (5 130 m3/s en débit instantané estimé) le 27 juillet 1972.

### Les chutes Virginia
Aux deux tiers environ de son cours, la Nahanni traverse une région karstique qu'elle entaille profondément, creusant des canyons spectaculaires dont la profondeur maximale est de mille deux cents mètres. Elle se jette au fond de ces vallées par les chutes Virginia, d'une hauteur de 90 mètres environ. La pente de la rivière à l'intérieur de la réserve, hors chutes, est de 1,4 ‰, ce qui est relativement important, caractéristique d'un cours rapide.

## Le parc national

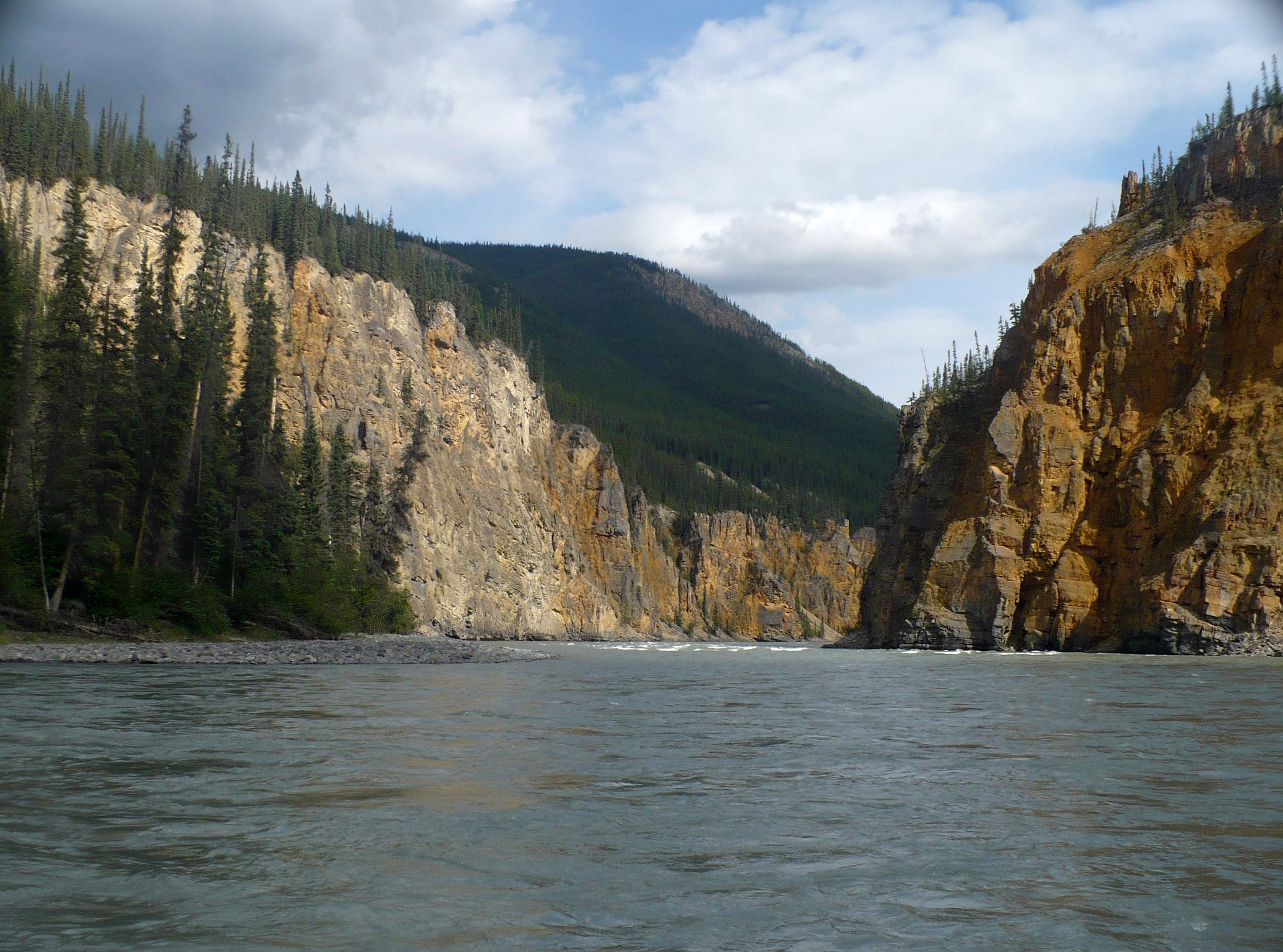
Photo de la réserve de parc national de Nahanni.

Une réserve naturelle, la réserve de parc national de Nahanni a été créée sur environ la moitié inférieure du cours de la rivière, englobant notamment les chutes Virginia et les canyons. Elle a été inscrite au patrimoine mondial par l'UNESCO en 1978.
En 1987, la commission des rivières du patrimoine canadien désigna toute la section de la Nahanni (celle qui traverse le parc) comme « rivière du patrimoine canadien ». La Nahanni y entre à une altitude de 825 mètres, et en sort à son confluent avec le Liard.

## La Nahanni dans la culture
La Nahanni est le cadre d'un roman de Roger Frison-Roche nommé La vallée sans homme.